# Ozero Tanaj
Ozero Tanaj (ryska: Озеро Танай) är en sjö i Belarus.   Den ligger i voblasten Vitsebsks voblast, i den nordöstra delen av landet, 260 km nordost om huvudstaden Minsk. Ozero Tanaj ligger 162 meter över havet. Arean är 0,42 kvadratkilometer. Den sträcker sig 0,8 kilometer i nord-sydlig riktning, och 0,8 kilometer i öst-västlig riktning.
I omgivningarna runt Ozero Tanaj växer i huvudsak blandskog. Runt Ozero Tanaj är det glesbefolkat, med 10 invånare per kvadratkilometer.